# Jolande Jacobi
Jolande Jacobi (25 de março de 1890 — 1 de abril de 1973) foi uma psicóloga suíça, lembrada por seu trabalho com Carl Jung e por seus escritos sobre psicologia junguiana .

## Vida e carreira
Nascida em Budapeste, Hungria (na época, parte daÁustria-Hungria) com o nome de Jolande Szekacs, ela se tornou conhecida como Jolande Jacobi após seu casamento aos dezenove anos com Andor Jacobi.
Ela passou parte de sua vida em Budapeste (até 1919), parte em Viena (até 1938) e parte em Zurique. Seus pais eram judeus, mas Jacobi se converteu primeiro à fé reformada (em 1911) e, mais tarde, ao catolicismo romano (em 1934).
Jacobi conheceu Jung em 1927 e foi influente no estabelecimento do Instituto CG Jung de Psicologia Analítica em Zurique em 1948, onde foi apelidada de "A Locomotiva" por sua extroversão e impulso administrativo. Seus alunos no CG Jung Institute incluíam Wallace Clift . Ela morreu em Zurique, deixando incompleto um livro, intiutlado A árvore como um símbolo.

## Escritos
A primeira publicação de Jacobi foi um esboço da psicologia de Jung em sua forma clássica, expressando suas ideias de maneira clara e simples, um esboço que seria traduzido para quinze idiomas e passar por muitas edições de sucesso. O próprio Jung chamaria os escritos de Jacobi de “uma apresentação muito boa de meus conceitos”. Seus livros subsequentes continuaram a oferecer exposições claras de temas junguianos clássicos e centrais.

## Críticas
A exposição de Jacobi do jungianismo está aberta a críticas por simplificar e reificar os conceitos mais amorfos de Jung sobre o inconsciente. Sua crença de que “o curso da individuação exibe uma certa regularidade formal... essa ordem absoluta do inconsciente” deixava Jacobi exposta à acusação de uma interpretação literal de Jung. Por outro lado, seus diagramas da psique - um com o ego no centro, outro com ele na periferia - forneciam apenas gravuras unidimensionais da riqueza da experiência psíquica.

## Alguns trabalhos (em inglês)
- Jacobi, J. 'The Process of Individuation' Journal of Analytical Psychology 111 (1958)
- Jacobi, J. 'Symbols in an Individual Analysis', in C. G. Jung ed, Man and his Symbols (1978 [1964]) Part 5
- Jacobi, J. (1942) The Psychology of C.G. Jung: An Introduction
- Jacobi, J. (1959) Complex, archetype and symbol in the psychology of C.G. Jung (translated by R. Mannheim). New York: Princeton.
- Jacobi, J., Masks of the Soul Translated by Ean Begg, William B. Eerdmans Publishing Company, 1977.